# TUDN

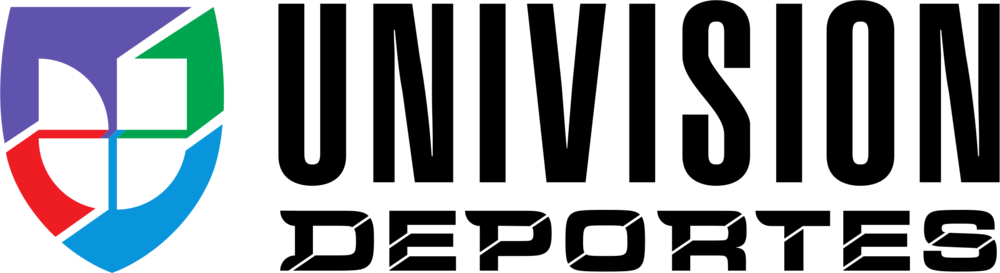
Logo 2012-2013

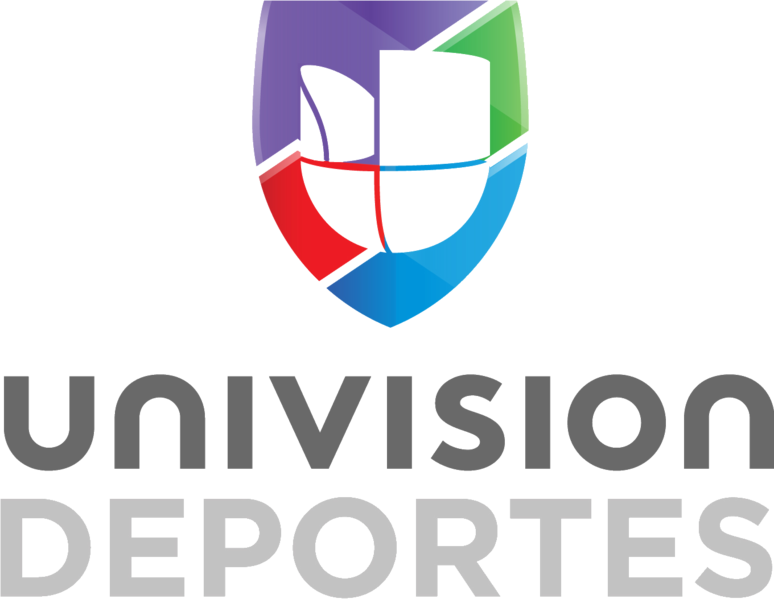
Logo 2013-2019

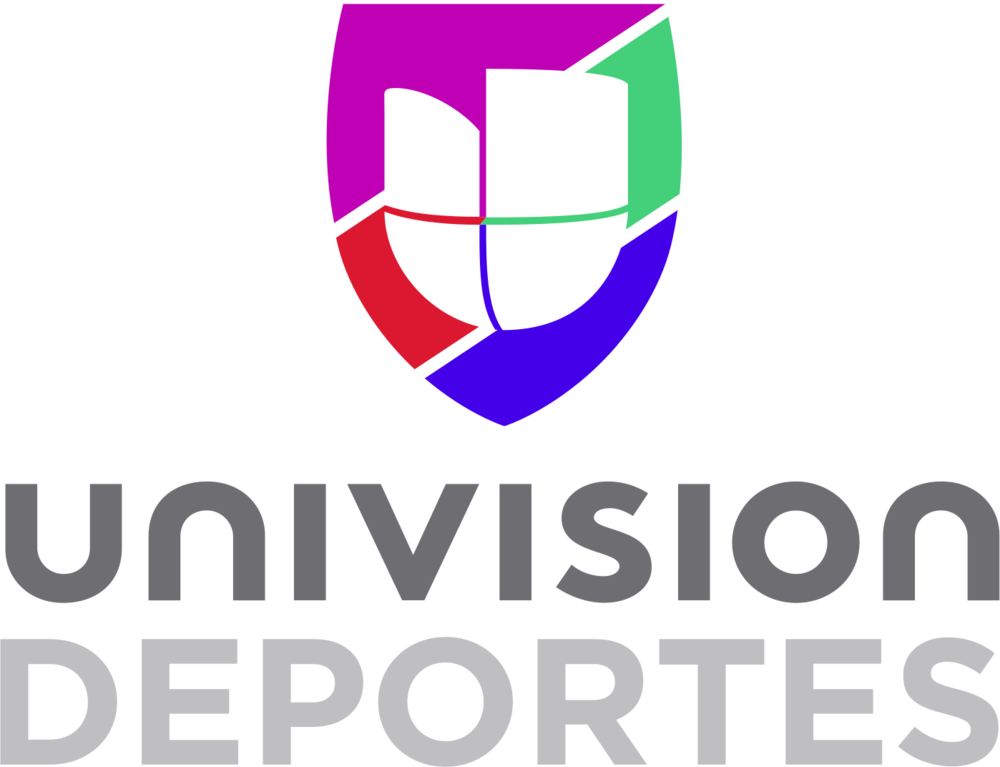
Logo 2019

TUDN, anciennement connu sous le nom Univision Deportes Network (abbr. UDN), est une chaîne sportive américaine en langue espagnole lancée le 7 avril 2012 et diffusée sur le câble.
Propriété d’Univision Communications, il s’agit d’une extension de la division sportive du même nom de l’entreprise.

## Historique
En 2018/2019, il est également devenu le détenteur des droits espagnol de l'UEFA Champions League. La chaîne a des liens avec la chaîne sportive mexicaine du même nom, partageant une partie de sa programmation. 
Avant le 20 juillet 2019, lorsque l'homologue mexicain était connu sous le nom de Televisa Deportes Network (TDN), la chaîne était appelée Univision TDN pendant ces programmes. 
En 2019, il a été annoncé que TDN et UDN relanceraient conjointement en tant que TUDN, ce qui signifie une plus grande collaboration entre les deux canaux.

## Programmation
Les principales propriétés du réseau comprennent les principaux événements de football dans les Amériques, y compris la couverture par équipe de la Liga MX, la partie espagnole du package Major League Soccer, la Copa América et les événements de la Ligue des champions et de la Gold Cup de la CONCACAF.